# F. Sionil José

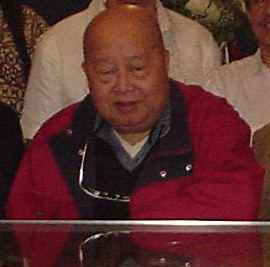
Francisco Sionil José

F. Sionil José sau complet Francisco Sionil José (n. 3 decembrie 1924, Rosales⁠(d), Ilocos Region⁠(d), Filipine – d. 6 ianuarie 2022, Makati⁠(d), Filipine) a fost unul dintre cei mai citiți scriitori filipinezi în limba engleză. Romanele și nuvele sale înfățișează frământările sociale, lupta de clasă și colonialismul în societatea filipineză. Operele lui José, scrise în engleză, au fost traduse în 28 de limbi, precum: coreeană, indoneziană, rusă, letonă, ucraineană, neerlandeză.